# Poa infirma
Poa infirma là một loài cỏ trong họ hòa thảo, thuộc chi poa.